# Österfärnebo
Österfärnebo is een plaats in de gemeente Sandviken in het landschap Gästrikland en de provincie Gävleborgs län in Zweden. De plaats heeft 1550 inwoners (2005) en een oppervlakte van 119 hectare. De plaats ligt 38 kilometer ten zuiden van de stad Sandviken aan de rivier de Dalälven.
Österfärnebo is een kerkdorp voor het gebied om de plaats heen. Bij de plaats ligt een landtong in de Dalälven, hierop ligt het grootste uit de prehistorie afkomstige grafveld van Gästrikland, dit grafveld stamt uit het begin van de 5e eeuw. Een klein stukje ten zuiden van Österfärnebo ligt het nationaal park Färnebofjärden.

## Verkeer en vervoer
Bij de plaats loopt de Länsväg 272.